# Max Reger
Johann Baptist Joseph Maximilian Reger detto Max (Brand, 19 marzo 1873 – Lipsia, 11 maggio 1916) è stato un compositore, organista, pianista e insegnante di composizione tedesco.
Egli seppe fondere insieme i metodi barocchi e classici con il nuovo linguaggio armonico e cromatico dell'epoca. Il suo stile è ascrivibile al tardo romanticismo. Tra le opere per organo di Max Reger figurano composizioni tra le più virtuosistiche e difficili tecnicamente di tutto il repertorio organistico, come la Fantasia Sinfonica op. 57, a testimoniare un intenso lavoro di ricerca tecnica, che tuttavia ha contribuito a limitare la diffusione della sua opera.

## Biografia

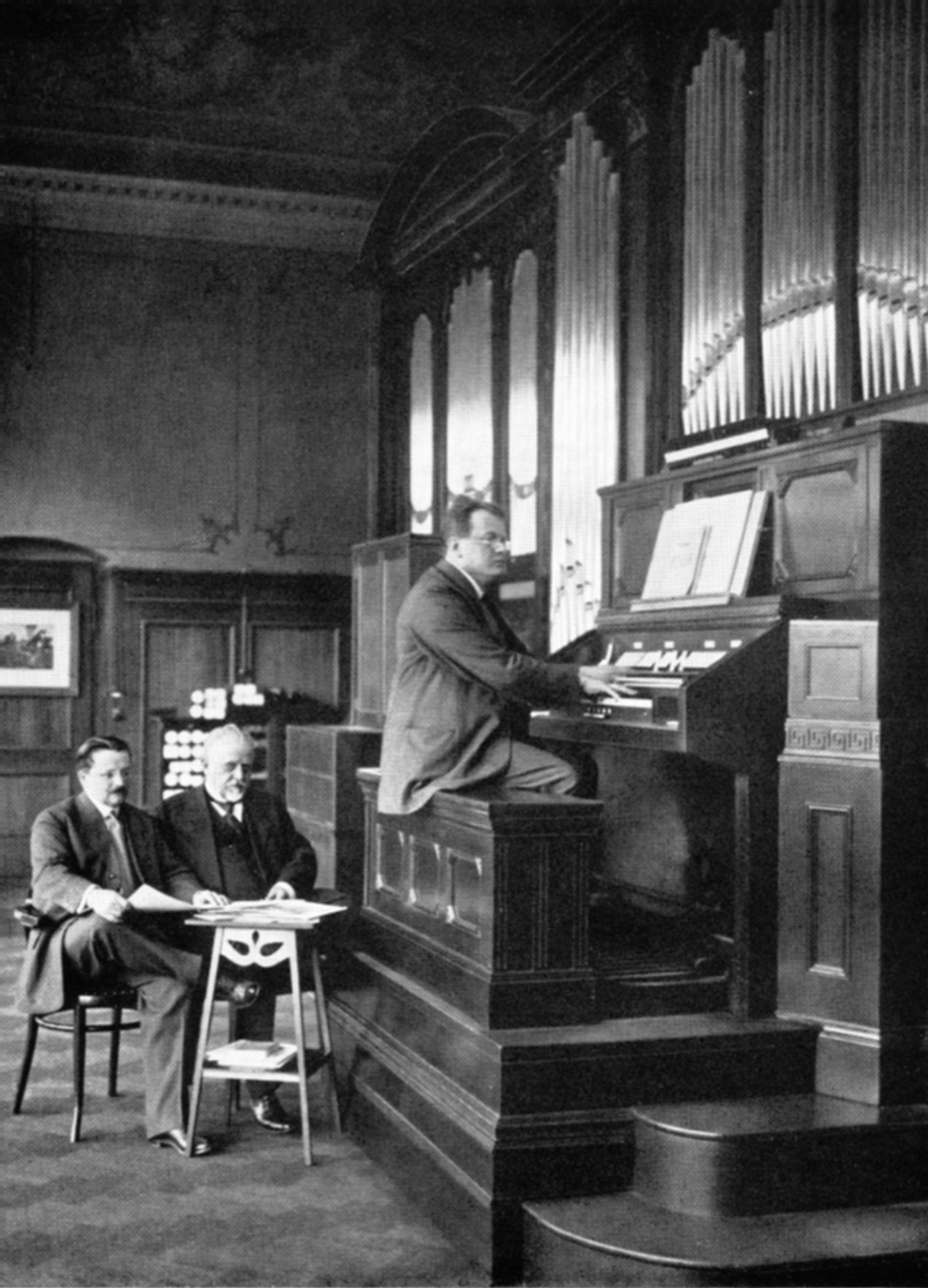
Sessione di registrazione con Max Reger per il Welte-Philharmonic-Organ, 1913.

Figlio di Joseph Reger, un insegnante e musicista dilettante, nel 1884 ricevette a Wiesbaden le prime lezioni di pianoforte da parte di Adalbert Lindner. Nel 1888, dopo aver assistito a Bayreuth alla rappresentazione delle opere Die Meistersinger von Nürnberg e Parsifal di Richard Wagner, decise di continuare gli studi musicali per diventare compositore. In questi anni fu anche attivo come sostituto organista dello stesso Lindner. Successivamente nel 1890 fu allievo di composizione di Hugo Riemann, noto teorico della musica, al conservatorio di Wiesbaden, dove approfondì lo studio dei lavori per tastiera di Johann Sebastian Bach, completò gli studi pianistici e quelli di composizione. E dove iniziò a comporre: la sonata per violino op. 1, lavoro dedicato al suo nuovo maestro, è esempio della scrittura scolastica che presto abbandonerà. Parallelamente alla propria educazione artistica, ampliò anche negli anni novanta i propri contatti nell'ambiente musicale cittadino e di alcune città quali Berlino. Fu in contatto con Johannes Brahms, al quale dedicò la Suite op. 16 per organo, ed al quale voleva dedicare la sua prima sinfonia (esistente solo in torso, mai completato). Attraverso il contratto editoriale con la casa inglese Augener il suo lavoro cominciò ad inserirsi in pianta stabile nel repertorio di diversi artisti, ed a questo periodo risale l'inizio dell'amicizia con Karl Straube. Entrò in contatto con Richard Strauss, Eugen d'Albert e Ferruccio Busoni, i quali contribuirono a introdurlo quale compositore nell'ambiente musicale tedesco (in particolare i tre musicisti citati gli aprirono le porte della grande editoria musicale tedesca del tempo).
Conclusi gli studi decise di rimanere a Wiesbaden quale docente del Conservatorio locale, e quindi per prestare il servizio militare volontario; quest'esperienza fece scoprire a Reger i limiti del suo fisico, che gli procurarono sofferenze anche psichiche. Tanto da produrgli un esaurimento nervoso. Fu convinto a tornare seppur controvoglia, mentre era convalescente, nel 1898 nella casa dei genitori a Weiden in der Oberpfalz, dove la sua produzione musicale conobbe una svolta decisiva. La sua famiglia non incoraggiava la sua scelta di essere musicista, e lo vedeva come un fallito (al limite del patologico lo vedevano come un esagitato con manie di onnipotenza). Il successo conosciuto con le grandi pagine organistiche di questo periodo (le grandi Fantasie su Corale), con i lieder cameristici e parte di musica da camera, lo incoraggiarono a proseguire nella sua carriera. Nel 1901 riuscì faticosamente a convincere la famiglia a trasferirsi a Monaco, il cui mondo musicale era di grande attrattiva.
Nel 1902 Reger, di religione cattolica, sposò Elsa von Bercken, una protestante divorziata. Questo matrimonio portò Reger all'essere scomunicato. Questo fatto comportò l'emarginazione della sua musica dai circoli cattolici della città. Ciò nonostante divenne molto rapidamente il compositore tedesco vivente più eseguito (sia nella musica da camera che organistica), secondo solo a Richard Strauss.
Il periodo monacense lo vide attivo in molteplici funzioni: pianista, in numerosi concerti di musica da camera e quale ricercato accompagnatore di lieder; direttore di coro; compositore prolifico ed infine docente di composizione. Infatti nel 1905 succedette a Josef Rheinberger come insegnante di teoria nella prestigiosa Akademie der Tonkunst (Accademia della Musica).
Sempre molto attento allo sviluppo della sua carriera (ed essendo molto apprezzato in tutta la Germania ma ostracizzato in Monaco), decise nel 1907 di lasciare la città bavarese quando ottenne a Lipsia - grazie anche alla presenza del suo "ambasciatore" Karl Straube fresco di nomina di Organista alla Thomaskirche - la carica di direttore musicale dell'università fino al 1908 e di professore di composizione al Conservatorio Felix Mendelssohn fino alla sua morte. Incarico che prevedeva un impegno meno gravoso. A questo periodo risalgono i primi grandi lavori orchestrali (tra i quali le Variazioni e fuga su un tema di Hiller ed i due grandi concerti per violino e per pianoforte. 
In questo periodo fu sempre più attivo internazionalmente come direttore d'orchestra e pianista accompagnatore ed in gruppi di musica da camera. Tra i suoi studenti nella classe di composizione vi furono anche Joseph Haas e George Szell oltre a musicisti quali i fratelli Fritz Busch e Adolf Busch. Tra i compositori che andarono a conoscerlo per riceverne consigli vi fu anche Béla Bartók. La sua fama, in questo periodo, gli permise di ottenere due lauree honoris causa. Oltre alla creazione, in diverse città tedesche di "Festival Reger" dedicati esclusivamente alla sua musica. La sua influenza si estese poi su Alban Berg, Paul Hindemith (il quale in più occasioni ebbe a dire che senza Reger sarebbe impossibile pensare al suo stile compositivo), Arthur Honegger, Sergej Prokofiev (che conobbe Reger e la sua musica a S. Pietroburgo) ed Arnold Schönberg (che lo considerò un genio assoluto). Lo stesso Albert Schweitzer nel 1947 ebbe a scrivere: «L'importanza del lavoro di Reger sarà apprezzata solo nel futuro: io ho avuto molte opportunità di vedere che all'estero non sono molto familiari con la sua opera. Il motivo è causato fondamentalmente dal fatto che due guerre ed il periodo tra le due guerre hanno creato una serie di barriere culturali che altrimenti avrebbero consegnato la sua arte, e nel momento ideale, interamente al mondo.».
Dal 1911 diresse la celeberrima orchestra di corte di Meiningen (già diretta dal celebre Hans von Bülow); questa venne sciolta nel 1914, quando Reger si trasferì a Jena. Morì di infarto in albergo a Lipsia.

## Opere
Durante l'attività compositiva durata poco più di 20 anni, Reger produsse un'enorme quantità di opere in tutti i generi, quasi sempre in forme astratte, sebbene solo poche delle sue composizioni godano di una certa notorietà oggigiorno. Molti dei suoi lavori sono fughe o variazioni, compresa quella che probabilmente è la sua opera orchestrale più nota, Variazioni e Fuga su un tema di Mozart (basata sul tema d'apertura della Sonata per pianoforte n. 11 di Wolfgang Amadeus Mozart). Ha scritto anche una vasta quantità di musica per organo, inclusa la Fantasia e Fuga su BACH (questo pezzo, basato sul tema BACH, è considerato uno dei più difficili e impegnativi della letteratura organistica). Fu, per tutta la vita, particolarmente attratto dalla forma fugata, commentando egli stesso: "Gli altri scrivono fughe, io ci vivo dentro". Ha composto musica virtualmente in qualsiasi genere, con l'importante eccezione dell'opera.
Reger fu un forte sostenitore della musica assoluta e vedeva sé stesso entrare a far parte della tradizione di Ludwig van Beethoven e Johannes Brahms. La sua opera combina spesso le strutture classiche di questi compositori con l'armonia estesa di Franz Liszt e Richard Wagner e il complesso contrappunto di Johann Sebastian Bach. La sua musica per organo, sebbene anch'essa influenzata da Liszt, derivò decisamente da questa tradizione. Delle sue opere orchestrali, le sinfoniche e assai elaborate Hiller Variations e Mozart Variations vengono giustamente ricordate; della sua musica da camera i trio a trama leggera meritano un posto di rilievo nel repertorio, insieme ad alcuni dei lavori per archi solisti. Le sue tarde composizioni per pianoforte e due pianoforti lo pongono come successore di Brahms nella tradizione della Germania centrale. Egli perseguì intensamente, spingendo fino ai limiti, la continua evoluzione e la libera modulazione di Brahms, spesso invocando, come Brahms stesso, l'aiuto del contrappunto bachiano: molti dei suoi lavori sono nella forma variazione e fuga; allo stesso modo è sua caratteristica una grande energia e complessità nello sviluppo dei temi.
Le sue opere non furono rivoluzionarie e possono essere considerate retrospettive in quanto seguivano forme classiche e barocche come la fuga e il basso continuo. L'influenza di quest'ultimo può essere sentita nella sua musica da camera che si presenta profondamente riflessiva ed eccentrica.

## Composizioni
- Drei Orgelstücke op. 7 (1892):
  1. Präludium und Fuge C-Dur
  2. Fantasie über 'Te Deum laudamus' 
  3. Fuge d-Moll
- Suite e-Moll op. 16 "Den Manen Bachs" (1895):
  1. Introduktion und Fuge
  2. Adagio assai
  3. Intermezzo
  4. Trio
  5. Passacaglia
- Choralfantasie über 'Ein feste Burg ist unser Gott'  op. 27 (1898)
- Fantasie und Fuge c-Moll op. 29 (1898)
- Choralfantasie über 'Freu dich sehr, o meine Seele'  op. 30 (1898)
- Erste Sonate fis-Moll op. 33 (1899)
- Zwei Choralfantasien op. 40 (1899):
  1. Wie schön leucht' uns der Morgenstern
  2. Straf' mich nicht in deinem Zorn
- Fantasie und Fuge über BACH op. 46 (1900)
- Sechs Orgeltrios op. 47 (1900):
  1. Canon
  2. Gigue
  3. Canzonetta
  4. Scherzo
  5. Siciliano
  6. Fuge
- Drei Choralfantasien op. 52 (1900):
  1. Alle Menschen müssen sterben
  2. Wachet auf, ruft uns die Stimme
  3. Halleluja, Gott zu loben
- Fünf leichte Präludien und Fugen op. 56 (1901)
- Symphonische Fantasie und Fuge op. 57 (1901)
- Zwölf Stücke op. 59 (1901)
  1. Präludium
  2. Pastorale
  3. Intermezzo
  4. Kanon
  5. Toccata
  6. Fuge
  7. Kyrie Eleison
  8. Gloria in excelsis
  9. Benedictus
  10. Capriccio
  11. Melodia
  12. Te Deum
- Zweite Sonate d-Moll op. 60 (1901):
  1. Improvisation
  2. Invocation
  3. Introduktion und Fuge
- Monologe op. 63 (1901/1902)
- Zwölf Stücke op. 65 (1902)
- 52 leicht ausführbare Choralvorspiele für die Orgel zu den gebräuchlichsten evangelischen Chorälen op. 67 (1902)
- Zehn Stücke op. 69 (1903):
  1. Präludium e-Moll
  2. Fuge e-Moll
  3. Basso ostinato e-Moll
  4. Moment musical D-Dur
  5. Capriccio d-Moll
  6. Toccata D-Dur
  7. Fuge D-Dur
  8. Romanze g-Moll
  9. Präludium a-Moll
  10. Fuge a-Moll
- Variationen und Fuge über ein Originalthema fis-Moll op. 73 (1903)
- Dreizehn Choralvorspiele op. 79b (1901-1903)
- Zwölf Stücke op. 80 (1904):
  1. Präludium e-Moll
  2. Fughetta e-Moll
  3. Canzonetta g-Moll
  4. Gigue d-Moll
  5. Ave Maria Des-Dur
  6. Intermezzo g-Moll
  7. Scherzo fis-Moll
  8. Romanze a-Moll
  9. Perpetuum mobile f-Moll
  10. Intermezzo D-Dur
  11. Toccata a-Moll
  12. Fuge a-Moll
- Vier Präludien und Fugen op. 85 (1904)
- Zweite Suite g-Moll op. 92 (1905):
  1. Präludium
  2. Fuge
  3. Intermezzo
  4. Basso ostinato
  5. Romanze
  6. Toccata
  7. Fuge
- Introduktion, Passacaglia und Fuge e-Moll op. 127 (1913)
- Neun Stücke für Orgel op. 129 (1913):
  1. Toccata d-Moll
  2. Fuge d-Moll
  3. Kanon e-Moll
  4. Melodia B-Dur
  5. Capriccio g-Moll
  6. Basso ostinato g-Moll
  7. Intermezzo f-Moll
  8. Präludium h-Moll
  9. Fuge h-Moll
- Dreißig kleine Choralvorspiele op. 135a (1914)
- Fantasie und Fuge d-Moll op. 135b (1916)
- Sieben Orgelstücke op. 145 (1915/1916):
  1. Trauerode
  2. Dankpsalm
  3. Weihnachten
  4. Passion
  5. Ostern
  6. Pfingsten
  7. Siegesfeier

### Composizioni per Organo senza numero d'opera
- Introduktion und Passacaglia d-Moll (1899)
- Orgelpräludium c-Moll (1900)
- Variationen und Fuge über 'Heil, unserm König Heil' ('Heil dir im Siegerkranz') (1901)
- Präludium und Fuge d-Moll (1902)
- Schule des Triospiels. J. S. Bachs zweistimmige Inventionen, für die Orgel bearbeitet von Max Reger und Karl Straube (1903)
- Romanze a-Moll für Harmonium, Orgelfassung vom Komponisten (1904)
- Präludium und Fuge gis-Moll (1906)
- Präludium und Fuge fis-Moll (1912)
- Choralvorspiele:
  - O Traurigkeit, o Herzeleid (1893)
  - Komm, süßer Tod (1894)
  - Wer weiß, wie nahe mir mein Ende (1900)
  - Christ ist erstanden von dem Tod (1901?)
  - O Haupt voll Blut und Wunden (1904?)
  - Es kommt ein Schiff geladen (1905)
  - Wie schön leucht' uns der Morgenstern (1908?)

### Composizioni per Orchestra
- Sinfonietta A-Dur op.90 (1905)
- Serenade G-Dur op.95 (1906)
- Variationen und Fuge über ein Thema (aus dem Singspiel "Der Ärndtekranz") von Johann Adam Hiller op.100 (1907)
- Der 100. Psalm op. 106 (1908/09) per Coro e orchestra (ri-orchestrato da Paul Hindemith)
- Symphonischer Prolog zu einer Tragödie op.108 (1908)
- Die Nonnen (Boelitz) op. 112 (1909) per Coro ed Orchestra
- Die Weihe der Nacht (Hebbel) op. 119 (1911) per Alto, Coro Maschile ed Orchestra
- Eine Lustspiel-Ouvertüre op.120 (1911)
- Konzert im alten Stil F-Dur op.123 (1912)
- An die Hoffnung (Hölderlin) op. 124 (1912) per Alto ed Orchestra
- Eine romantische Suite (nach Eichendorff) op.125 (1912)
- Römischer Triumphgesang (Lingg) op. 126 (1912)
- Vier Tondichtungen nach A. Böcklin op.128 (1913), darin N°3: Die Toteninsel L'isola dei morti (dipinto)
- Eine Ballettsuite op.130 (1913)
- Variationen und Fuge über ein Thema von Mozart op.132 (1914)
- Hymnus der Liebe (Jacobowski) op. 136 (1914) per Baritono ed Orchestra
- Eine vaterländische Ouvertüre op.140 (1914)
- Der Einsiedler (Eichendorff) e Requiem (Hebbel) op. 144 (1915) per Soli, Coro ed Orchestra
- Symphoniesatz d-Moll (1889)
- Symphoniesatz d-Moll (1890)
- Lyrisches Andante (Liebestraum) für Streichorchester (1898)
- Quattro Cantate (senza numero d'opus): 
  1. Vom Himmel hoch da komm ich her. Cantata di Natale (1903)
  2. O wie selig seid ihr doch, ihr Frommen. Cantata per la festa dei defunti (1903)
  3. O Haupt voll Blut und Wunden. Cantata per il venerdì santo (1904)
  4. Meinen Jesum lass ich nicht. Cantata generica (1906)
- Requiem (incompiuto) per Soli, Coro ed Orchestra (1915)
- Variationen und Fuge über ein Thema von Beethoven, orchestrazione dell'op.86 (1915)
- Suite im alten Stil, orchestrazione dell'op.93 (1916)

### Composizioni per strumento solista ed Orchestra
- Zwei Romanzen für Violine und kleines Orchester op. 50 (1900)
- Violinkonzert A-Dur op. 101 (1908)
- Klavierkonzert f-Moll op. 114 (1910)
- Rhapsodie für Violine und Orchester op. 147 (1916, Fragment, vollendet von Florizel von Reuter)
- Scherzino für Streichorchester und Horn (1899)

### Musica da Camera
- 6 Streichquartette d-Moll op. und g-Moll op. 54/1, A-Dur op. 54/2, d-Moll op. 74, Es-Dur op. 109 und fis-Moll op. 121 (1889–1911)
- Streichsextett F-Dur op. 118 (1910)
- 2 Streichtrios a-Moll op. 77b und d-Moll op. 141b (1904 bzw. 1915)
- Klarinettenquintett A-Dur op. 146 (1916)
- 2 Klavierquintette c-Moll ohne Opuszahl und c-Moll op. 64 (1898 bzw. 1902)
- 2 Klavierquartette d-Moll op. 113 und a-Moll op. 133 (1910 bzw. 1914)
- 2 Klaviertrios h- Moll op. 2 und e-Moll op. 102 (1891 bzw. 1908)
- 9 Violinsonaten d-Moll op. 1, D-Dur op. 3, A-Dur op. 41, C-Dur op. 72, fis-Moll op. 84, d-Moll op. 103b/1, A-Dur op. 103b/2, e-Moll op. 122 und c-Moll op. 139 (1891–1915)
- 4 Cellosonaten f-Moll op. 5, g-Moll op. 28, F-Dur op. 78 und a-Moll op. 116 (1892–1910)
- 3 Klarinettensonaten As-Dur op. 49/1, fis-Moll op. 49/2 und B-Dur op. 107 (1900 bzw. 1909)
- diversi lavori per violino, viola e violoncello solo op. 42, 91, 117, 131

### Musica per Pianoforte
- Variationen und Fuge über ein Thema von Johann Sebastian Bach op. 81 (1904)
- Variationen und Fuge über ein Thema von Ludwig van Beethoven op. 86 für 2 Klaviere (1904)
- Aus meinem Tagebuch op. 82 (1904-12, 4 Hefte)
- Introduktion, Passacaglia und Fuge op. 96 für 2 Klaviere (1906)
- Variationen und Fuge über ein Thema von Georg Philipp Telemann op. 134 (1914)
- Träume am Kamin op. 143 (1915)
- 4 Sonatinen für Klavier
- numerosi altri piccoli pezzi per pianoforte

### Registrazioni per Welte-Mignon
Il giorno 8 dicembre 1905 Reger ha eseguito su Welte-Mignon per la M. Welte & Söhne di Friburgo dieci sue composizioni:
- Silhouette D-Dur Op. 53, 2
- Silhouette Fis-Dur Op. 53, 3
- Aus meinem Tagebuch, Buch I Op. 82,  3, Andante sostenuto
- Aus meinem Tagebuch, Buch I Op. 82,  5, Moderato
- Aus meinem Tagebuch, Buch I Op. 82,  6, Sostenuto
- Aus meinem Tagebuch, Buch I Op. 82, 10, Andante innocente
- Aus meinem Tagebuch, Buch I Op. 82, 11, Sostenuto ed espressivo
- Humoresque g-Moll Op. 20, 5 aus "Fünf Humoresken für Klavier"
- Intermezzo g-Moll Op. 45, 5 aus "Sechs Intermezzi für Klavier"

Nel 1913 Reger ha registrato anche 15 composizioni per la Welte-Philharmonie-Orgel.

### Musica Vocale
- Hymne an den Gesang (Steiner) op. 21 (1898)
- Gesang der Verklärten (Busse) op. 71 (1903)
- A-cappella-Chöre, darunter 
  - Geistliche Gesänge op. 110 und 138
  - O Maria, sei gegrüsst (dt. Ave Maria), op. 61 n°6
- più di 250 Lieder per pianoforte su testi di Christian Morgenstern, Stefan Zweig, Richard Dehmel, Gabriele D'Annunzio.

### Edizioni
- Sämtliche Werke, 38 Bände (1954–86).

### Filmografia
- Max Reger - Ossessione Musica, documentario di Andreas Pichler e Ewald Kontschieder, Miramonte Film 2002